# Tennis for Two
Tennis for Two (укр. Теніс для двох) — гра розроблена в 1958 році, що симулює гру в теніс чи пінг-понг на осцилографі. Створена американським фізиком Вільямом Гіґінботемом, гра є важливою для історії відеоігор, оскільки є першою електронною грою, в якій присутній графічний дисплей.

## Розробка
Гіґінботем створив Tennis for Two для розваги відвідувачів Брукхейвенської національної лабораторії, де в 1958 році проходив день відкритих дверей. Він взнав, що один із комп'ютерів лабораторії здатен обчислювати балістичну траєкторію польоту і використав це для основи своєї гри. Ця гра використовує осцилограф, як графічний дисплей, щоб зображувати шлях віртуального м'яча на тенісному корті. Коло, що створювалось на осцилографі, показувало шлях м'яча і змінювало цей шлях, якщо м'яч падав на землю. Також коло відловлювало момент, коли м'яч потрапляв у сітку і, також, відтворював швидкість та аеродинамічний опір. Гравці могли взаємодіяти з м'ячем використовуючи аналоговий алюмінієвий контролер, натискаючи на кнопки, щоб подати м'яч і використовуючи кнопку — контролювати кут. Подача м'яча також сигналізується певним звуком. Пристрій було спроектовано впродовж двох годин і було зібрано протягом трьох тижнів з допомогою лаборанта Роберта Дворжака. Гіґінботем створивши гру не уявляв собі її значення, тому не запатентував. Проіснувавши два роки, гра була розібрана і її деталі використовувались в подальшій роботі лабораторії.
Хоча не було жодної прямої спорідненості між двома іграми, Tennis for Two вважають попередником гри Pong — однієї із найвідоміших ігор свого часу, що також вважається однією із перших ігор.

## Відгуки
Гра була сприйнята як хіт на першому показі 18 жовтня 1958 року. Сотні відвідувачів вишиковувались в чергу, щоб зіграти в цю гру впродовж її дебютної виставки. Завдяки популярності гри, була створена оновлена версія впродовж наступного року, що відображалась на більшому «дисплеї» і мала різні рівні імітованої гравітації. У 2008 році, команда з Брукхейвена відтворила колишню гру для її 50-ї річниці. Це робота зайняла 3 місяці праці, такі затримки виникли через неготовність певних частин гри.